# Laimdota Straujuma
Laimdota Straujuma (24. februar 1951) er en lettisk politiker. Straujuma var premierminister fra 2014 til 2016 og havde tidligere været landbrugsminister.
Straujuma dimitterede fra Letlands Universitet i 1973 som matematiker. Hun arbejdede siden for Letlands Videnskabsakademi, samt for virksomhederne "Latvijas Datu centrs", "Latvijas Lauksaimniecības konsultāciju un izglītības atbalsta centrs" og "Latvijas Hipotēku un zemes banka". Fra november 1999 til oktober 2000 var Straujuma vice-statssekretær i landbrugsministeriet, dernæst frem til 2006 var hun statssekretær i landbrugsministeriet. Fra 2007 til 2010 var Straujuma statssekretær i ministeriet for regional udvikling og selvstyre, hvorefter hun var vice-statssekretær i samme ministerium. Den 25. oktober 2011 udnævntes hun til at være Letlands landbrugsminister i Valdis Dombrovskis' tredje regering.
Laimdota Straujuma er siden den 11. april 2008 Storofficer af Anerkendelseskorset. Hun er medlem af det politiske parti Vienotība (Enhed).